# Château de Tallard
Le château de Tallard est un ancien château fort dont l'origine remonte au Xe siècle, qui se dresse sur le territoire de la commune française de Tallard dans le département des Hautes-Alpes, en région Provence-Alpes-Côte d'Azur. L'édifice est partiellement classé au titre des monuments historiques.

## Localisation
Le château est situé, sur un escarpement de la plaine de Durance, au sud du bourg de Tallard, dans le département français des Hautes-Alpes.

## Historique
Dès le Xe siècle, Tallard est sous la protection des princes d’Orange et ce jusqu’en 1215, date à laquelle ils cèdent les terres aux Hospitaliers de l'ordre de Saint-Jean de Jérusalem. Ces derniers y construiront un petit castelet sur l’emplacement du château actuel avant de l'échanger en 1322 à Arnaud de Trians contre ses terres de Sicile. Il devient le premier seigneur de Tallard et va bâtir un château fort à partir de l’édifice existant dont le donjon aujourd'hui éventré et le logis en cours de restauration.
En 1326, Tallard devient une vicomté avec le rattachement de sept paroisses environnantes.
Par suite de successions, Bernardin de Clermont, descendant d’Arnaud de Trians, épouse en 1496, Anne de Husson, une riche héritière comtesse de la ville de Tonnerre. Cette union va lui permettre de réhabiliter l’ancien château fort pour en faire une belle demeure en y ajoutant l'avant-cour avec sa longue salle des Gardes, la chapelle seigneuriale dans le style gothique flamboyant, le châtelet d’entrée et le parc de la Garenne ainsi que l’embellissement du logis avec des marbres et plafonds à la française.
Cependant, à partir de 1562, les guerres de Religion vont conduire les Clermont à l’exil pendant plus de vingt ans. Le château devient alors le théâtre de nombreux combats et attise la convoitise de François de Bonne, duc de Lesdiguières, chef de guerre des protestants.
La forteresse, affaiblie, est rachetée en 1600 par Étienne de Bonne d’Auriac qui la restaure. Sa descendance, Camille d'Hostun, héritier par sa mère, vicomte et maréchal de France sous Louis XIV, en devient le nouveau propriétaire.
En 1692, le duc de Savoie et ses troupes attaquent le château et l’incendient. Il sera laissé à l’abandon jusqu’en 1897, date à laquelle Joseph Roman, historien et archéologue, le rachète.
En 1927, le château est vendu à la comtesse Blanche de Clermont Tonnerre qui s’emploie à le faire revivre jusqu’à son décès en 1944. Le château revient en héritage à sa petite-nièce, Marie Christine de Bourbon Sicile qui n’ayant alors que dix ans ne pourra l’entretenir. C’est dans les années 1950, qu’une véritable prise de conscience de sauvegarde de ce patrimoine exceptionnel est initiée par le nouveau prêtre de Tallard, Richard Duchamblo, passionné de vieilles pierres. La commune de Tallard, consciente de son patrimoine, rachète le château en 1957.
En 1958, le corps des Gardes est classé monument historique, ouvrant une période de restauration réalisée sous l’égide du Comité de sauvegarde du château de Tallard, émanation de la Société d’Études des Hautes-Alpes.
Un bail emphytéotique de 99 ans sera signé en 1964 autorisant la Société d’Études à poursuivre son travail de restauration et de protection.
Géraud Michel de Pierredon, bailli de l'ordre souverain de Malte et comte romain Michel de Pierredon (1882),,, haut représentant de l'ordre souverain de Malte, se rendit lui-même plusieurs fois à Tallard. En 1985, à la demande de la direction régionale des Affaires culturelles, il signe un protocole d’accord qui met le château de Tallard à disposition, sous réserve de la création d’une Société qui devait prendre en charge la réalisation d’un musée et d’un centre de documentation consacrés à l’Ordre projet sur l’Histoire de l’Ordre autour du château de Tallard, ancien fief des Hospitaliers. Mais le prince Guy de Polignac refusa que l’Association française s’engageât dans cette opération, qui à ses yeux paraissait trop importante.
Le bail est finalement résilié en juin 2012, la commune de Tallard reprenant l’entière disposition du château.
Aujourd’hui, la restauration continue. Des travaux permettant de rendre la pièce de l’ancien pressoir accessible au public pour des manifestations culturelles sont prévus prochainement[Quand ?].

## Description
Le château, qui domine la Durance, est une courtine polygonale pourvue de tours rondes aux angles, d'une chapelle castrale à côté de la porte d'entrée, d'un corps de garde, d'un logis seigneurial et d'un « donjon », logis rectangulaire en partie ruiné.

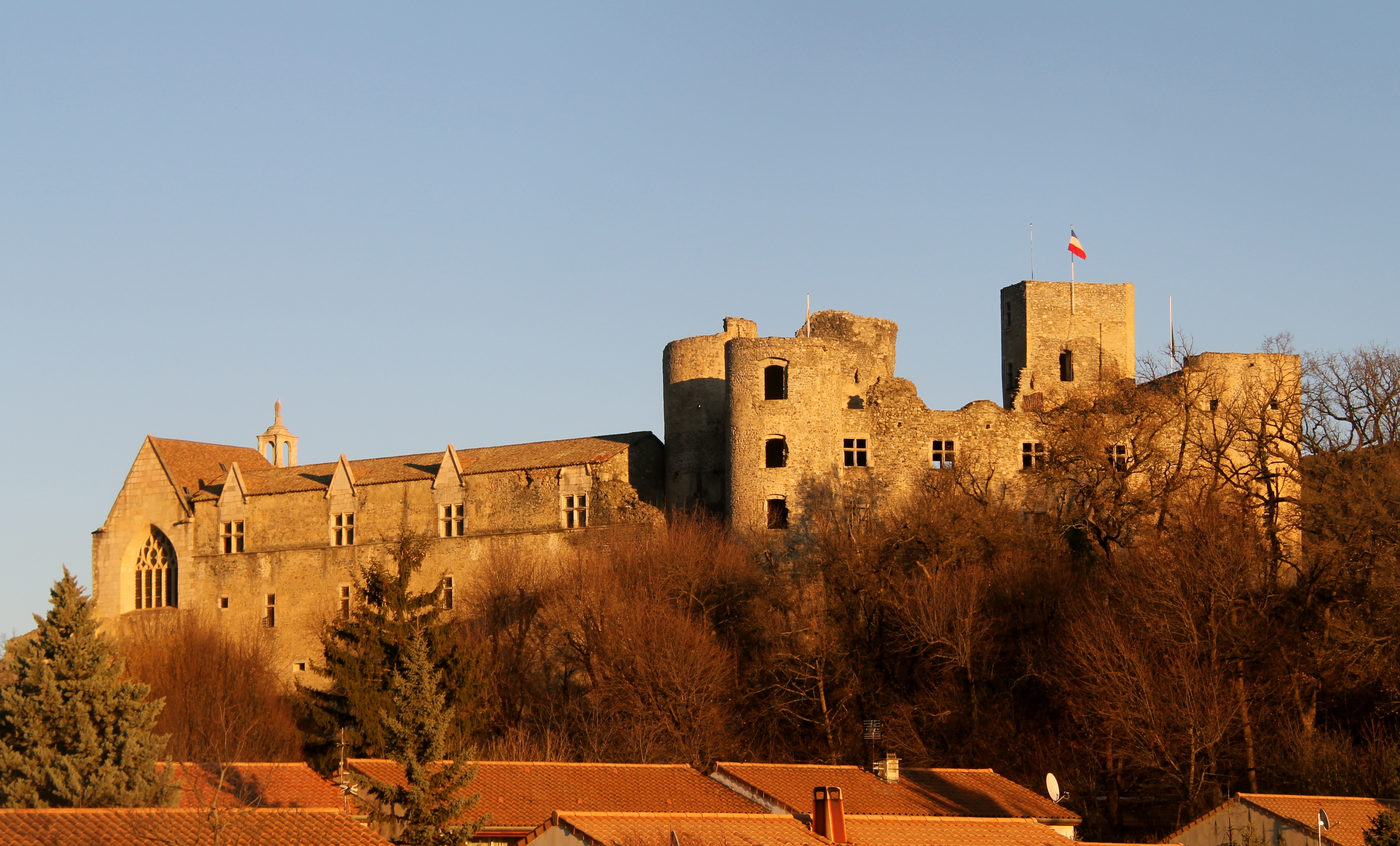
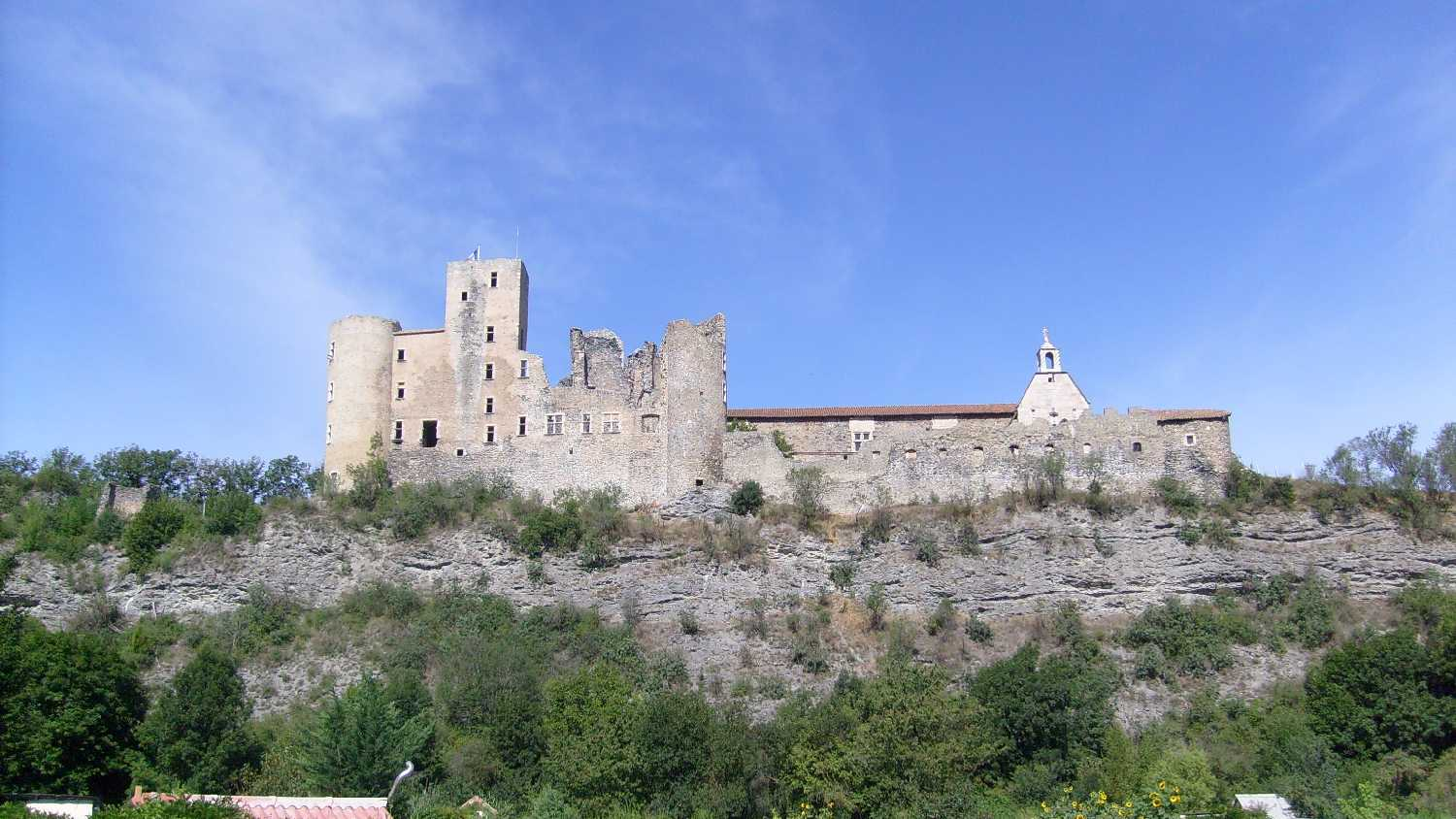
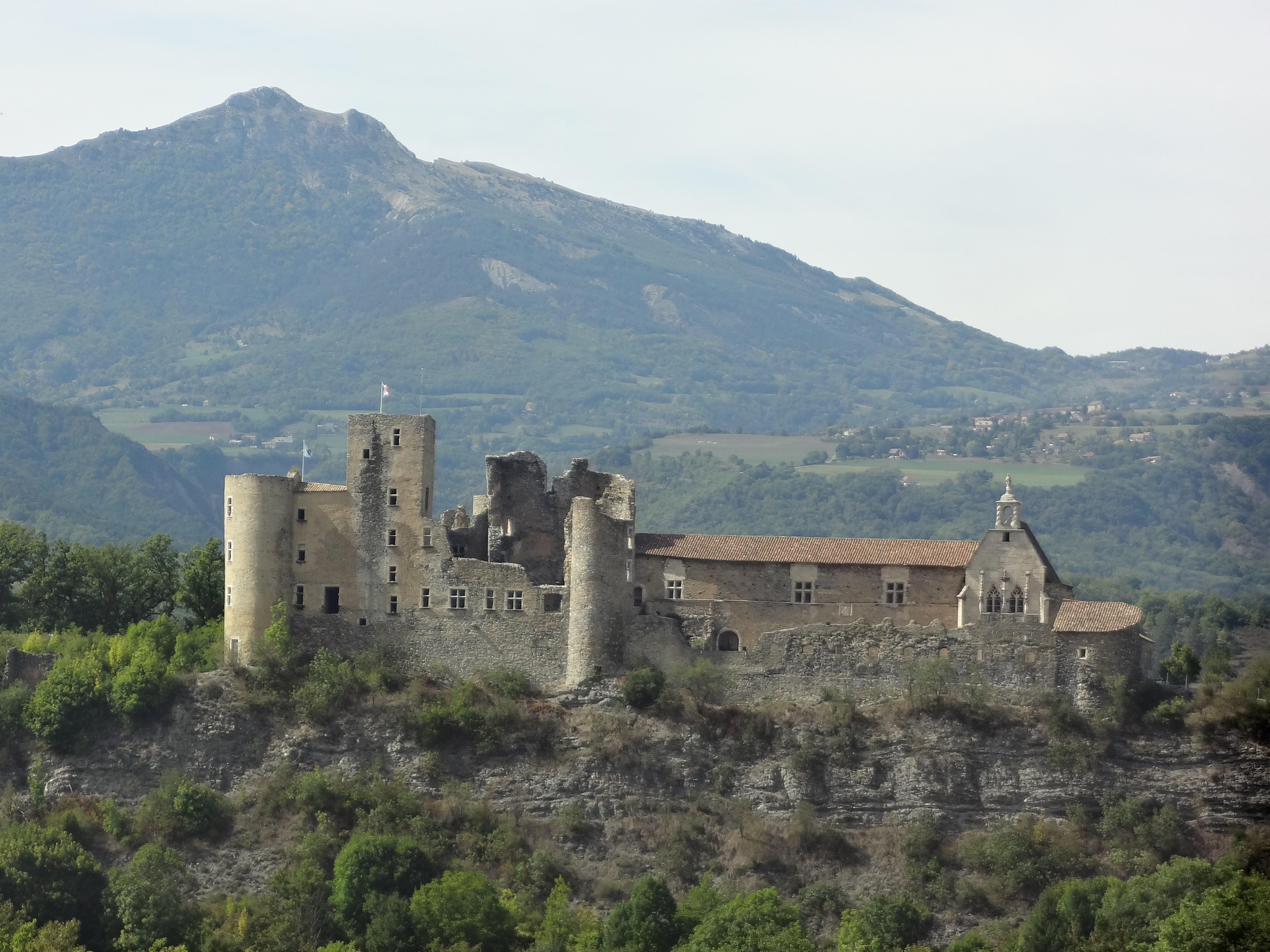
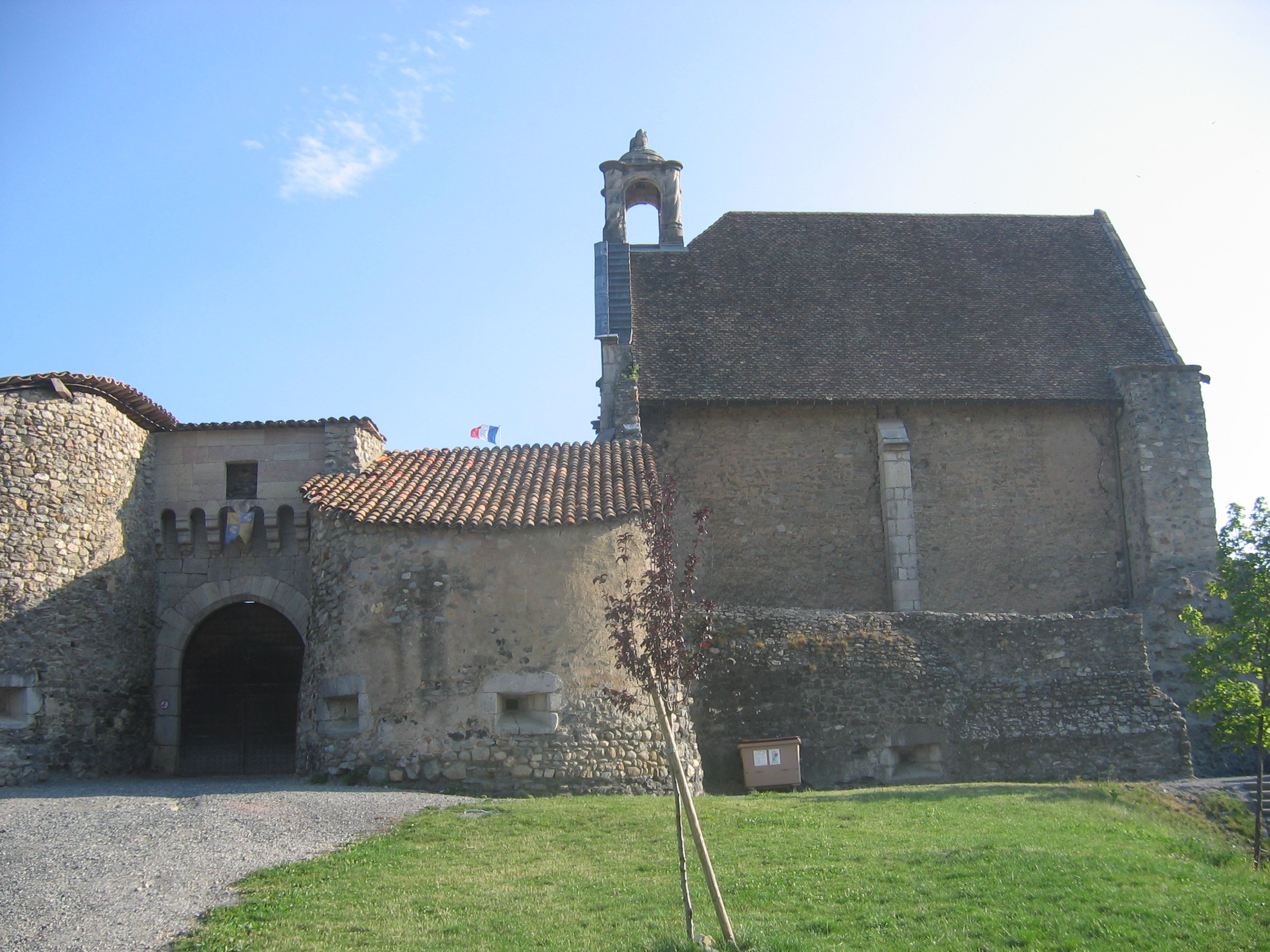
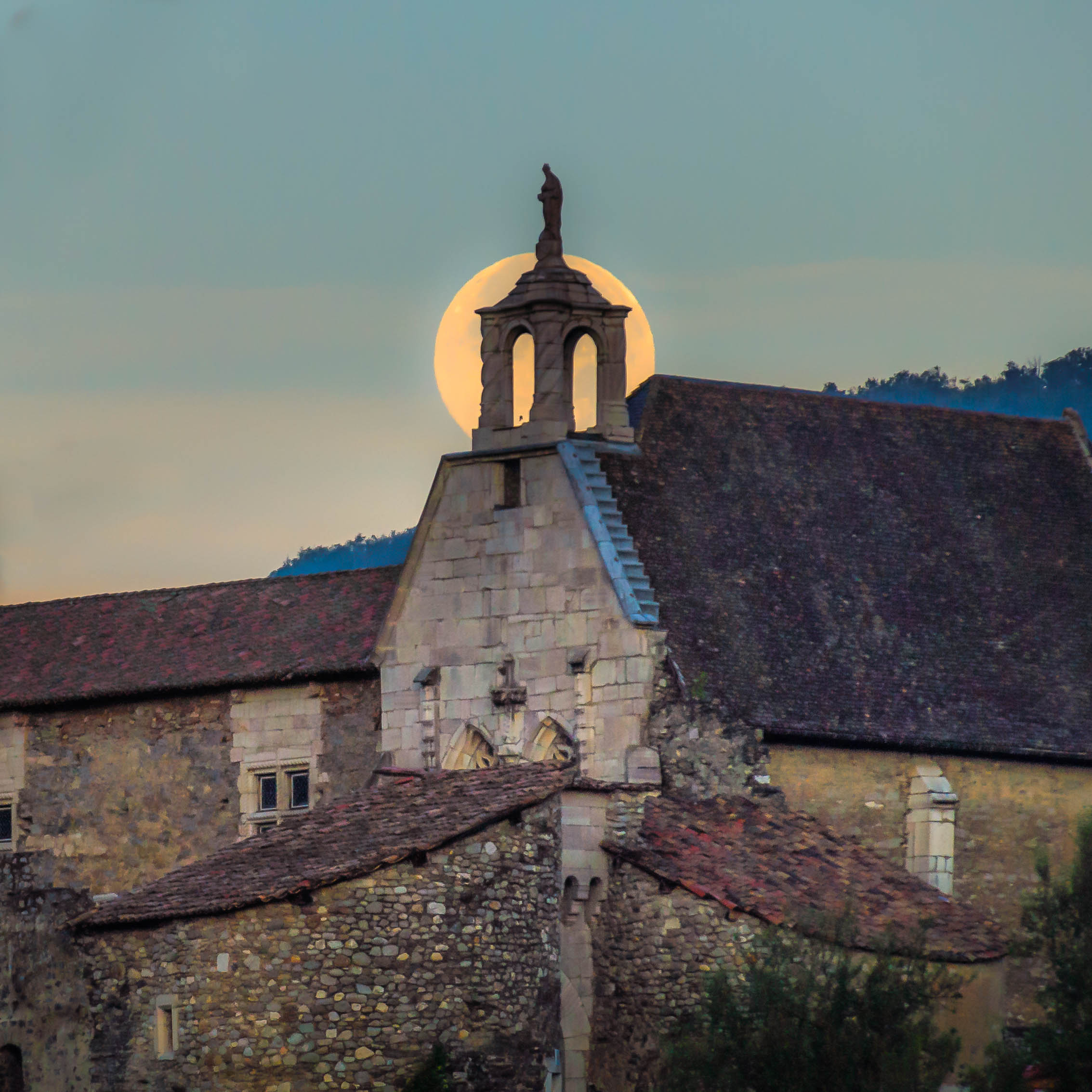
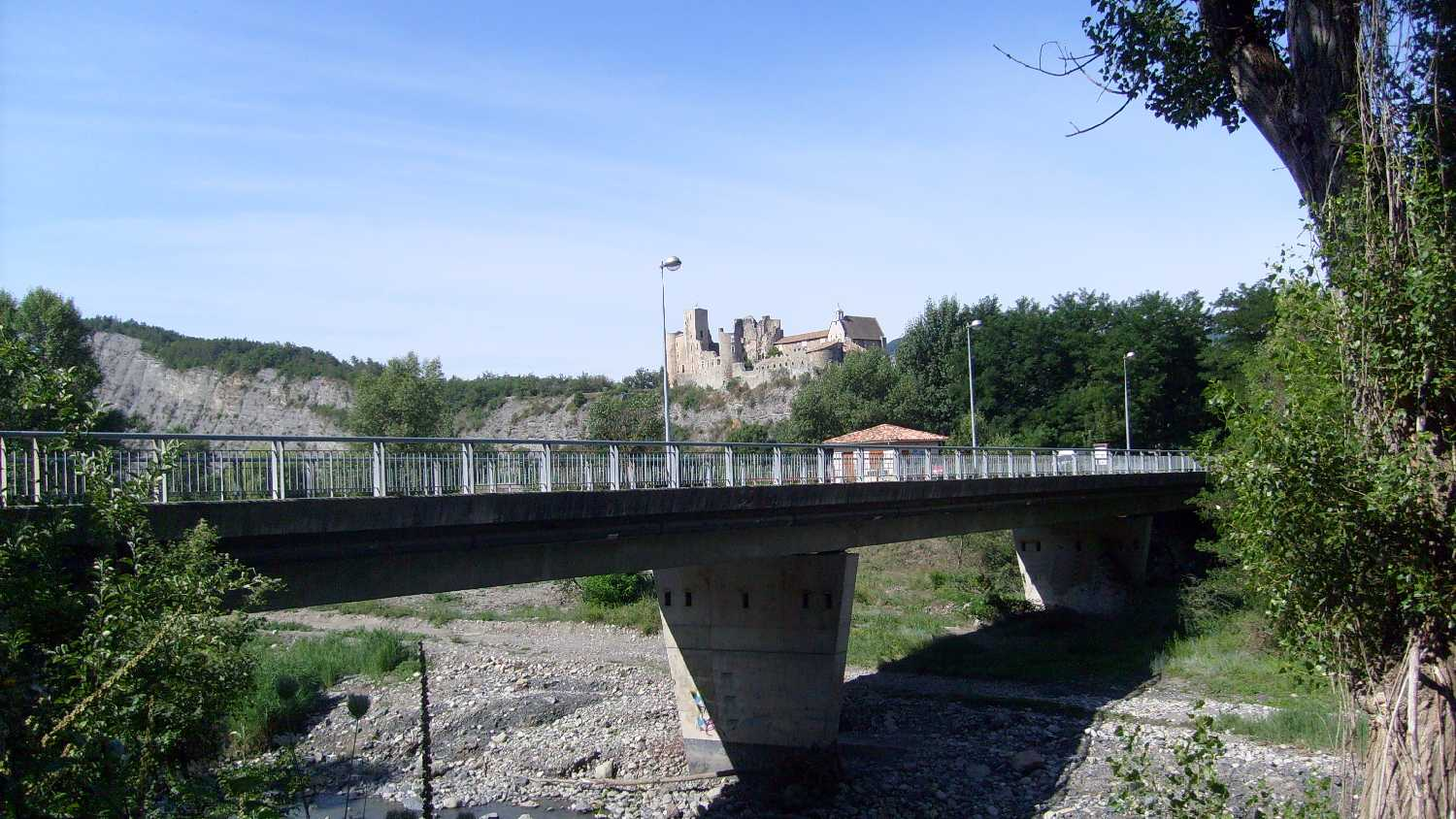

## Protection
Au titre des monuments historiques :
- la chapelle est classée par arrêté du 20 décembre 1897 ;
- le bâtiment accolé à la chapelle est classé par arrêté du 19 avril 1958 ;
- les ruines du château sont classées par arrêté du 3 juillet 1969.